# Río Poroma (Río Nazca)
Der Río Poroma oder Quebrada Poroma, im Oberlauf auch Río Uchuytambo, ist ein 130 km langer linker Nebenfluss des Río Nazca in der südlichen Pazifikregion von Peru.

## Flusslauf
Der Río Poroma entspringt in einem Höhenkamm der peruanischen Westkordillere. Das Quellgebiet befindet sich auf einer Höhe von ungefähr 4170 m im Distrikt San Cristóbal der Provinz Lucanas (Region Ayacucho). Er fließt ab Flusskilometer 110 in westsüdwestlicher Richtung aus dem Bergland. Bei Flusskilometer 90 passiert er die oberhalb des rechten Flussufers gelegene Ortschaft Uchuytambo. Ab Flusskilometer 80 wendet sich der Río Poroma allmählich nach Westen. Bei Flusskilometer 60 erreicht der Fluss die wüstenhafte Ebene der Provinz Nasca (Region Ica). Bei Flusskilometer 35, bei der Ortschaft Poroma, überquert die Nationalstraße 1S (Panamericana) den Flusslauf auf einer 45 m langen Brücke. Im Anschluss wendet sich der Río Poroma allmählich nach Nordwesten und trifft schließlich auf den weiter nördlich verlaufenden Río Nazca. In der Quellregion des Río Poroma befindet sich das Schutzgebiet Reserva Nacional Pampa Galeras Bárbara d’Achille. Im Unterlauf führt der Río Poroma gewöhnlich sehr wenig Wasser. Zwischen den Flusskilometern 14 und 5 befindet sich ein 513 km² großes Vogelschutzgebiet der Asociación Civil Grupo Aves del Perú.

## Einzugsgebiet
Der Río Poroma entwässert ein Areal von etwa 1700 km². Der östliche Gebirgsteil gehört zur Provinz Lucanas. Der mittlere Teil erstreckt sich entlang den Ausläufern des Gebirges und gehört zur Provinz Nasca. Der östliche Teil erstreckt sich über die wüstenhafte Ebene der Provinz Nasca. Im Norden grenzt das Einzugsgebiet an das des Nazca, im Osten an das des Río Acarí, im Süden an das des Río Santa Lucía sowie im Westen an das des abstrom gelegenen Río Grande.